# Mesogona intexta
Mesogona intexta är en fjärilsart som beskrevs av Harvey 1875. Mesogona intexta ingår i släktet Mesogona och familjen nattflyn. Inga underarter finns listade i Catalogue of Life.